# برج کبوتر ده قلو
برج کبوتر ده قلو مربوط به دوره پهلوی است و در شهرستان مبارکه، بخش گرکن جنوبی، شهر زیباشهر، محله خولنجان، جنوب رودخانه زاینده رود واقع شده و این اثر در تاریخ ۲۰ اردیبهشت ۱۳۸۶ با شمارهٔ ثبت ۱۹۰۷۲ به‌عنوان یکی از آثار ملی ایران به ثبت رسیده است.